# Lepanthes superposita
Lepanthes superposita är en orkidéart som beskrevs av Rudolf Schlechter. Lepanthes superposita ingår i släktet Lepanthes och familjen orkidéer. Inga underarter finns listade i Catalogue of Life.